# Akademy
Akademy (до 2009 року мав назву aKademy) — щорічна конференція користувачів та учасників спільноти KDE. В той час, як Akademy проводиться в кінці літа або на початку осені в різних куточках Європи, Табір KDE, ще одна конференція спільноти, проходить на американському континенті.

## Формат проведення

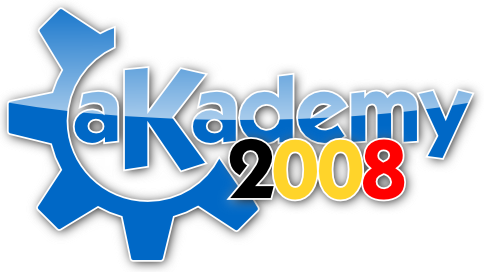
Емблема aKademy 2008

Наведені нижче дані взяті для прикладу з проведення конференції aKademy у 2008 році.
- Дводенна конференція KDE: 350 осіб.
- Одноденна зустріч KDE e.V: 100 осіб.
- П'ятиденне програмування та розробка KDE: 350 осіб на початку, 250 осіб в кінці.
- Соціальна програма: зустріч, відпочинок, розваги та, по можливості, екскурсія.

## Історія проведення

Емблема aKademy 2005

Емблема Desktop Summit

| Рік  | Кодова назва                                    | Місце проведення                                      | Дата        |
| ---- | ----------------------------------------------- | ----------------------------------------------------- | ----------- |
| 1997 | KDE One                                         | Арнсберг, Німеччина                                   | 28.08–01.09 |
| 1999 | KDE Two                                         | Ерланген, Німеччина                                   | 07.10–10.10 |
| 2000 | KDE Three Beta                                  | Трюсіль, Норвегія                                     | 09.07–19.07 |
| 2002 | KDE Three                                       | Нюрнберг, Німеччина                                   | 25.02–04.03 |
| 2003 | Kastle                                          | Нове-Граді, Чехія                                     | 22.08–30.08 |
| 2004 | aKademy 2004                                    | Людвігсбург, Німеччина                                | 21.08–29.08 |
| 2005 | aKademy 2005                                    | Малага, Іспанія                                       | 26.08–04.09 |
| 2006 | aKademy 2006                                    | Дублін, Ірландія                                      | 23.09–30.09 |
| 2007 | aKademy 2007                                    | Глазго, Шотландія                                     | 30.06–07.07 |
| 2008 | aKademy 2008                                    | Сінт-Кателейне-Вейвер, Бельгія                        | 09.08–15.08 |
| 2009 | "Gran Canaria Desktop Summit", спільно з GUADEC | Гран-Канарія, Іспанія, Auditorio Alfredo Kraus (ісп.) | 03.07–11.07 |
| 2010 | Akademy 2010                                    | Тампере, Фінляндія                                    | 03.07–10.07 |
| 2011 | Desktop Summit, спільно з GUADEC                | Берлін, Німеччина, Гумбольдтський університет Берліна | 06.08–12.08 |
| 2012 | Akademy 2012                                    | Таллінн, Естонія                                      | 30.06–06.07 |
| 2013 | Akademy 2013                                    | Більбао, Іспанія                                      | 13.07–19.07 |
| 2014 | Akademy 2014                                    | Брно, Чехія                                           | 06.09–12.09 |
| 2015 | Akademy 2015                                    | Заплановано проведення в А-Корунья, Іспанія           | 25.07–31.07 |

## Виноски
1. ↑  Програма конференції aKademy 2008. KDE e.V. Архів оригіналу за 6 лютого 2015. Процитовано 6 лютого 2015. [Архівовано 6 лютого 2015 у Wayback Machine.]
2. ↑  Конференція KDE Three. Архів оригіналу за 5 липня 2011. Процитовано 6 лютого 2015.
3. ↑  Akademy 2012. Архів оригіналу за 2 квітня 2015. Процитовано 5 березня 2015.
4. ↑  Akademy 2013. Архів оригіналу за 25 березня 2015. Процитовано 5 березня 2015. [Архівовано 2015-03-25 у Wayback Machine.]
5. ↑  Akademy 2014. Архів оригіналу за 2 квітня 2015. Процитовано 5 березня 2015.
6. ↑  Akademy 2015. Архів оригіналу за 24 березня 2015. Процитовано 5 березня 2015.